# لودفيغ أوهمان
لودفيغ أوهمان (بالسويدية: Ludvig Öhman) (9 أكتوبر 1991 في أوميو في السويد – )؛ هو لاعب كرة قدم كان يلعب كمدافع.

## وصلات خارجية
- لودفيغ أوهمان على موقع اتحاد السويد (السويدية)
- لودفيغ أوهمان على موقع رابطة كرة القدم اليابانية للمحترفين (اليابانية)
- لودفيغ أوهمان على موقع قاعدة بيانات كرة القدم.إي يو (الإنجليزية)
- لودفيغ أوهمان على موقع Soccerway.com (الإنجليزية)
- لودفيغ أوهمان على موقع عالم كرة القدم.نت (الإنجليزية)